# Adolf Urban
Adolf "Ala" Urban (Gelsenkirchen, 9 januari 1914 - Staraja Roessa, 23 mei 1943) was een Duits voetballer. Urban speelde onder meer voor FC Schalke 04 waarmee hij vijfmaal landskampioen werd. Tevens speelde hij 21 wedstrijden voor het Duits voetbalelftal waarbij hij deel uitmaakte van de Breslau-Elf.
Urban overleed tijdens de Tweede Wereldoorlog in het Russische Staraja Roessa.
- Gemeinsame Normdatei: 1045304719
- Virtual International Authority File: 305855560